# Aker (mythologie basque)
Pour les articles homonymes, voir Aker (homonymie).

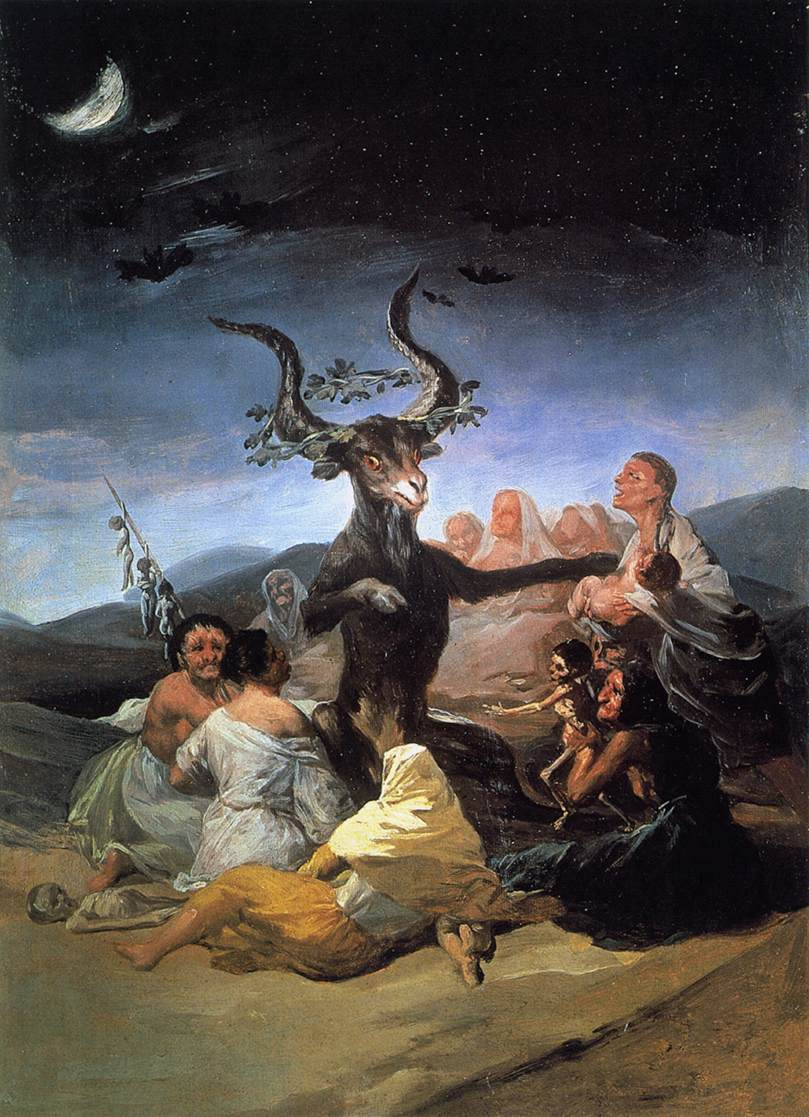
El aquelarre (1798), Francisco de Goya

Aker ou Akerbeltz est un génie ou un Irelu, une divinité maléfique et souterraine dans la mythologie basque ressemblant à un bouc, capable de commander une foule de génies et de déclencher des tempêtes. 

## Étymologie
Aker signifie « bouc » en basque. Le suffixe ra désigne l'article : akerra.

## Origine
On note la consonance des dieux égyptien Aker et basque Aker, sans certitude. Les deux divinités sont cependant chtoniennes, et commandent à des phénomènes célestes. Il y aurait eu voyage depuis l’Égypte jusque dans les Pyrénées, à travers Carthage et les Ibères.

## Attributions
Au bouc étaient associées des notions de pouvoir et de protection sur les animaux d'élevage. Dans de nombreuses maisons, on conservait un bouc noir (Akerbeltz) afin d'assurer une protection de l'ensemble du bétail. C'est ainsi qu'Aker est devenu une divinité souterraine, capable de commander une foule de génies et de déclencher des tempêtes. Avec le christianisme, Aker est devenu une représentation du diable.
Outre ses traits généraux, communs à ceux de Mari, il possède des pouvoirs de guérison et une influence bénéfique sur les animaux confiés à sa protection et à sa garde. Chaque bouc noire est considéré comme un symbole mortel. C'est pourquoi dans de nombreuses maisons, voulant éviter que leur bétail ne soit attaqué par quelque maladie, ils élèvent dans l'étable un bouc mâle, qui doit être noir. La sorcellerie, qui eut tant de résonance en Vasconie aux XVIe et XVIIe siècles, donna une notoriété particulière à cette ancienne représentation du numen d'Akerbeltz. Il était vénéré (ou était censé l'être) à l'Akelarre par des sorciers et des sorcières les lundi, mercredi et vendredi soir. Les personnes rassemblées ont dansé et offert du pain, des œufs et de l'argent à leur numen. A en juger par la description de leurs rencontres, ils répondaient à un mouvement clandestin, ancré dans des croyances anciennes, dans l'opposition contre la religion chrétienne et peut-être, plus subrepticement, contre l'état social. 
Plus d'une quinzaine de lieux de ce culte sont signalés en terres basques : son nom le plus connu est Akelarre. Celui de Zugarramurdi est une plaine située devant l'entrée d'une grotte. Selon la tradition et les documents du XVIIe siècle, en ce lieu et dans cette grotte les sorciers se rencontraient. Akelarre ou Akerlanda (lande du bouc) est le lieu où se déroule le sabbat. Aker était le maître de cérémonie dans ces soirées orgiaques avec les sorcières (sorginak). Il est associé au diable. Les grands procès de sorcellerie qui eurent lieu aux XVIe et XVIIe siècles en Labourd, et à Zugarramurdi, ont permis de définir (et dans une certaine mesure, de créer) les conditions du culte réel ou supposé d'Akerbeltz.